# Hilukunji, Hosanagara
Hilukunji là một làng thuộc tehsil Hosanagara, huyện Shimoga, bang Karnataka, Ấn Độ.